# Прихваћени дамин гамбит
Овај чланак користи алгебарску шаховску нотацију како би се описали шаховски потези.
Прихваћени дамин гамбит је шаховско отварање које карактеришу потези:
1. д4 д5
2. ц4 дхц4
Прихваћени дамин гамбит је трећа најпопуларнија опција на другом потезу црнога, послије 2 ... е6 ( Одбијени дамин гамбит ) и 2 ... ц6 ( Словенска одбрана ). У обе ове варијанте често су потребни спори и суптилни маневери за комплетан развој. Бијели ће покушати да искорис предност у простору и развоју, док ће црни бранити позицију и циљати на дамину страну.
Дамин гамбит се не сматра правим гамбитом, за разлику од краљевог гамбита, јер је пјешак или враћен, или га може само неупадљиво држати црни. Црни обично дозвољава поновно узимање пјешака и користи вријеме потрошено за играње против бијеловог центра.
Док се црнов 2 ... дхц4 преда центру, бијели ће покушати да заузме простор у центру и искористи га за напад на положај црнога. Црнова игра, међутим, није лишена потешкоћа. Ако бијели може држати центар на месту, црни ће покушати да ослаби средишње пјешаке бијелог да би стекао предност у наредном завршетку играњем ... ц5 и ... цхд4 у некој фази, а ако бели одговори са ехд4, резултат биће изоловани пјешак на д4 - што такође може довести до оштре борбе у средишњици. Ако бијели узме фигуру на д4 уместо тога, центар ће бити ликвидиран и обично следи прилично уједначена игра.
Енциклопедија шаховских отварања ( ЕЦО ) класификује прихваћени дамин гамбит под ознакама Д20 до Д29.

## Историја
Док се прихваћени дамин гамбит спомињао у литератури још у 15. вијеку, Свјетско првенство у шаху 1886. између Вилхелма Штајнца и Јоханнеса Зукерторт- а је увело прве модерне идеје у ово отварање. Црнова игра до тада била је скоцентрисана на држање на пјешака ц4. Штајнцов план је био да се врати пјешака, али црноме створи изолованог пјешака на д4, а затим играју да искористи слабост.
Чак и са модерним третманом, отварање је претрпело помало сумњиву репутацију у раном 20. веку, чак и кад је Александар Аљехин увео даље идеје за црнога и играо се на највишим нивоима, почевши од 1930-их, иако је постао мање популаран послије Другог свјетског рата, јер су се индијске одбране доста играле. Крајем деведесетих година прошлог вијека бројни играчи светске елите уврстили су у свој репертоар прихваћени дамин гамбит, а линија се тренутно сматра звучном.

## Главне варијанте
Након 1.д4 д5 2.ц4 дхц4, најпопуларнији потез је 3. Сф3, али постоје и други потези које су одиграли јаки велемајстори. Главне варијације у наставку су према популарности.

### 3. Нф3
Главне линије прихваћеног даминог гамбита почињу овим потезом. Бијели одлаже мере за враћање пјешака за тренутак и спречава црног да нападне у средину са ... е5. Враћање пјешака обично се обавља преко 4.е3 и 5. Лхц4. Најчешћа црна комбинација је 3. . . Сф6, иако је варијанту 3 ... а6 увео Александар Аљехин и носи његово име. 
|   | a | b | c | d | e | f | g | h |   |
| 8 | a8 black rook · b8 black knight · c8 black bishop · d8 black queen · e8 black king · f8 black bishop · h8 black rook · b7 black pawn · f7 black pawn · g7 black pawn · h7 black pawn · a6 black pawn · e6 black pawn · f6 black knight · c5 black pawn · c4 white bishop · d4 white pawn · e3 white pawn · f3 white knight · a2 white pawn · b2 white pawn · f2 white pawn · g2 white pawn · h2 white pawn · a1 white rook · b1 white knight · c1 white bishop · d1 white queen · f1 white rook · g1 white king | a8 black rook · b8 black knight · c8 black bishop · d8 black queen · e8 black king · f8 black bishop · h8 black rook · b7 black pawn · f7 black pawn · g7 black pawn · h7 black pawn · a6 black pawn · e6 black pawn · f6 black knight · c5 black pawn · c4 white bishop · d4 white pawn · e3 white pawn · f3 white knight · a2 white pawn · b2 white pawn · f2 white pawn · g2 white pawn · h2 white pawn · a1 white rook · b1 white knight · c1 white bishop · d1 white queen · f1 white rook · g1 white king | a8 black rook · b8 black knight · c8 black bishop · d8 black queen · e8 black king · f8 black bishop · h8 black rook · b7 black pawn · f7 black pawn · g7 black pawn · h7 black pawn · a6 black pawn · e6 black pawn · f6 black knight · c5 black pawn · c4 white bishop · d4 white pawn · e3 white pawn · f3 white knight · a2 white pawn · b2 white pawn · f2 white pawn · g2 white pawn · h2 white pawn · a1 white rook · b1 white knight · c1 white bishop · d1 white queen · f1 white rook · g1 white king | a8 black rook · b8 black knight · c8 black bishop · d8 black queen · e8 black king · f8 black bishop · h8 black rook · b7 black pawn · f7 black pawn · g7 black pawn · h7 black pawn · a6 black pawn · e6 black pawn · f6 black knight · c5 black pawn · c4 white bishop · d4 white pawn · e3 white pawn · f3 white knight · a2 white pawn · b2 white pawn · f2 white pawn · g2 white pawn · h2 white pawn · a1 white rook · b1 white knight · c1 white bishop · d1 white queen · f1 white rook · g1 white king | a8 black rook · b8 black knight · c8 black bishop · d8 black queen · e8 black king · f8 black bishop · h8 black rook · b7 black pawn · f7 black pawn · g7 black pawn · h7 black pawn · a6 black pawn · e6 black pawn · f6 black knight · c5 black pawn · c4 white bishop · d4 white pawn · e3 white pawn · f3 white knight · a2 white pawn · b2 white pawn · f2 white pawn · g2 white pawn · h2 white pawn · a1 white rook · b1 white knight · c1 white bishop · d1 white queen · f1 white rook · g1 white king | a8 black rook · b8 black knight · c8 black bishop · d8 black queen · e8 black king · f8 black bishop · h8 black rook · b7 black pawn · f7 black pawn · g7 black pawn · h7 black pawn · a6 black pawn · e6 black pawn · f6 black knight · c5 black pawn · c4 white bishop · d4 white pawn · e3 white pawn · f3 white knight · a2 white pawn · b2 white pawn · f2 white pawn · g2 white pawn · h2 white pawn · a1 white rook · b1 white knight · c1 white bishop · d1 white queen · f1 white rook · g1 white king | a8 black rook · b8 black knight · c8 black bishop · d8 black queen · e8 black king · f8 black bishop · h8 black rook · b7 black pawn · f7 black pawn · g7 black pawn · h7 black pawn · a6 black pawn · e6 black pawn · f6 black knight · c5 black pawn · c4 white bishop · d4 white pawn · e3 white pawn · f3 white knight · a2 white pawn · b2 white pawn · f2 white pawn · g2 white pawn · h2 white pawn · a1 white rook · b1 white knight · c1 white bishop · d1 white queen · f1 white rook · g1 white king | a8 black rook · b8 black knight · c8 black bishop · d8 black queen · e8 black king · f8 black bishop · h8 black rook · b7 black pawn · f7 black pawn · g7 black pawn · h7 black pawn · a6 black pawn · e6 black pawn · f6 black knight · c5 black pawn · c4 white bishop · d4 white pawn · e3 white pawn · f3 white knight · a2 white pawn · b2 white pawn · f2 white pawn · g2 white pawn · h2 white pawn · a1 white rook · b1 white knight · c1 white bishop · d1 white queen · f1 white rook · g1 white king | 8 |
| 7 | a8 black rook · b8 black knight · c8 black bishop · d8 black queen · e8 black king · f8 black bishop · h8 black rook · b7 black pawn · f7 black pawn · g7 black pawn · h7 black pawn · a6 black pawn · e6 black pawn · f6 black knight · c5 black pawn · c4 white bishop · d4 white pawn · e3 white pawn · f3 white knight · a2 white pawn · b2 white pawn · f2 white pawn · g2 white pawn · h2 white pawn · a1 white rook · b1 white knight · c1 white bishop · d1 white queen · f1 white rook · g1 white king | a8 black rook · b8 black knight · c8 black bishop · d8 black queen · e8 black king · f8 black bishop · h8 black rook · b7 black pawn · f7 black pawn · g7 black pawn · h7 black pawn · a6 black pawn · e6 black pawn · f6 black knight · c5 black pawn · c4 white bishop · d4 white pawn · e3 white pawn · f3 white knight · a2 white pawn · b2 white pawn · f2 white pawn · g2 white pawn · h2 white pawn · a1 white rook · b1 white knight · c1 white bishop · d1 white queen · f1 white rook · g1 white king | a8 black rook · b8 black knight · c8 black bishop · d8 black queen · e8 black king · f8 black bishop · h8 black rook · b7 black pawn · f7 black pawn · g7 black pawn · h7 black pawn · a6 black pawn · e6 black pawn · f6 black knight · c5 black pawn · c4 white bishop · d4 white pawn · e3 white pawn · f3 white knight · a2 white pawn · b2 white pawn · f2 white pawn · g2 white pawn · h2 white pawn · a1 white rook · b1 white knight · c1 white bishop · d1 white queen · f1 white rook · g1 white king | a8 black rook · b8 black knight · c8 black bishop · d8 black queen · e8 black king · f8 black bishop · h8 black rook · b7 black pawn · f7 black pawn · g7 black pawn · h7 black pawn · a6 black pawn · e6 black pawn · f6 black knight · c5 black pawn · c4 white bishop · d4 white pawn · e3 white pawn · f3 white knight · a2 white pawn · b2 white pawn · f2 white pawn · g2 white pawn · h2 white pawn · a1 white rook · b1 white knight · c1 white bishop · d1 white queen · f1 white rook · g1 white king | a8 black rook · b8 black knight · c8 black bishop · d8 black queen · e8 black king · f8 black bishop · h8 black rook · b7 black pawn · f7 black pawn · g7 black pawn · h7 black pawn · a6 black pawn · e6 black pawn · f6 black knight · c5 black pawn · c4 white bishop · d4 white pawn · e3 white pawn · f3 white knight · a2 white pawn · b2 white pawn · f2 white pawn · g2 white pawn · h2 white pawn · a1 white rook · b1 white knight · c1 white bishop · d1 white queen · f1 white rook · g1 white king | a8 black rook · b8 black knight · c8 black bishop · d8 black queen · e8 black king · f8 black bishop · h8 black rook · b7 black pawn · f7 black pawn · g7 black pawn · h7 black pawn · a6 black pawn · e6 black pawn · f6 black knight · c5 black pawn · c4 white bishop · d4 white pawn · e3 white pawn · f3 white knight · a2 white pawn · b2 white pawn · f2 white pawn · g2 white pawn · h2 white pawn · a1 white rook · b1 white knight · c1 white bishop · d1 white queen · f1 white rook · g1 white king | a8 black rook · b8 black knight · c8 black bishop · d8 black queen · e8 black king · f8 black bishop · h8 black rook · b7 black pawn · f7 black pawn · g7 black pawn · h7 black pawn · a6 black pawn · e6 black pawn · f6 black knight · c5 black pawn · c4 white bishop · d4 white pawn · e3 white pawn · f3 white knight · a2 white pawn · b2 white pawn · f2 white pawn · g2 white pawn · h2 white pawn · a1 white rook · b1 white knight · c1 white bishop · d1 white queen · f1 white rook · g1 white king | a8 black rook · b8 black knight · c8 black bishop · d8 black queen · e8 black king · f8 black bishop · h8 black rook · b7 black pawn · f7 black pawn · g7 black pawn · h7 black pawn · a6 black pawn · e6 black pawn · f6 black knight · c5 black pawn · c4 white bishop · d4 white pawn · e3 white pawn · f3 white knight · a2 white pawn · b2 white pawn · f2 white pawn · g2 white pawn · h2 white pawn · a1 white rook · b1 white knight · c1 white bishop · d1 white queen · f1 white rook · g1 white king | 7 |
| 6 | a8 black rook · b8 black knight · c8 black bishop · d8 black queen · e8 black king · f8 black bishop · h8 black rook · b7 black pawn · f7 black pawn · g7 black pawn · h7 black pawn · a6 black pawn · e6 black pawn · f6 black knight · c5 black pawn · c4 white bishop · d4 white pawn · e3 white pawn · f3 white knight · a2 white pawn · b2 white pawn · f2 white pawn · g2 white pawn · h2 white pawn · a1 white rook · b1 white knight · c1 white bishop · d1 white queen · f1 white rook · g1 white king | a8 black rook · b8 black knight · c8 black bishop · d8 black queen · e8 black king · f8 black bishop · h8 black rook · b7 black pawn · f7 black pawn · g7 black pawn · h7 black pawn · a6 black pawn · e6 black pawn · f6 black knight · c5 black pawn · c4 white bishop · d4 white pawn · e3 white pawn · f3 white knight · a2 white pawn · b2 white pawn · f2 white pawn · g2 white pawn · h2 white pawn · a1 white rook · b1 white knight · c1 white bishop · d1 white queen · f1 white rook · g1 white king | a8 black rook · b8 black knight · c8 black bishop · d8 black queen · e8 black king · f8 black bishop · h8 black rook · b7 black pawn · f7 black pawn · g7 black pawn · h7 black pawn · a6 black pawn · e6 black pawn · f6 black knight · c5 black pawn · c4 white bishop · d4 white pawn · e3 white pawn · f3 white knight · a2 white pawn · b2 white pawn · f2 white pawn · g2 white pawn · h2 white pawn · a1 white rook · b1 white knight · c1 white bishop · d1 white queen · f1 white rook · g1 white king | a8 black rook · b8 black knight · c8 black bishop · d8 black queen · e8 black king · f8 black bishop · h8 black rook · b7 black pawn · f7 black pawn · g7 black pawn · h7 black pawn · a6 black pawn · e6 black pawn · f6 black knight · c5 black pawn · c4 white bishop · d4 white pawn · e3 white pawn · f3 white knight · a2 white pawn · b2 white pawn · f2 white pawn · g2 white pawn · h2 white pawn · a1 white rook · b1 white knight · c1 white bishop · d1 white queen · f1 white rook · g1 white king | a8 black rook · b8 black knight · c8 black bishop · d8 black queen · e8 black king · f8 black bishop · h8 black rook · b7 black pawn · f7 black pawn · g7 black pawn · h7 black pawn · a6 black pawn · e6 black pawn · f6 black knight · c5 black pawn · c4 white bishop · d4 white pawn · e3 white pawn · f3 white knight · a2 white pawn · b2 white pawn · f2 white pawn · g2 white pawn · h2 white pawn · a1 white rook · b1 white knight · c1 white bishop · d1 white queen · f1 white rook · g1 white king | a8 black rook · b8 black knight · c8 black bishop · d8 black queen · e8 black king · f8 black bishop · h8 black rook · b7 black pawn · f7 black pawn · g7 black pawn · h7 black pawn · a6 black pawn · e6 black pawn · f6 black knight · c5 black pawn · c4 white bishop · d4 white pawn · e3 white pawn · f3 white knight · a2 white pawn · b2 white pawn · f2 white pawn · g2 white pawn · h2 white pawn · a1 white rook · b1 white knight · c1 white bishop · d1 white queen · f1 white rook · g1 white king | a8 black rook · b8 black knight · c8 black bishop · d8 black queen · e8 black king · f8 black bishop · h8 black rook · b7 black pawn · f7 black pawn · g7 black pawn · h7 black pawn · a6 black pawn · e6 black pawn · f6 black knight · c5 black pawn · c4 white bishop · d4 white pawn · e3 white pawn · f3 white knight · a2 white pawn · b2 white pawn · f2 white pawn · g2 white pawn · h2 white pawn · a1 white rook · b1 white knight · c1 white bishop · d1 white queen · f1 white rook · g1 white king | a8 black rook · b8 black knight · c8 black bishop · d8 black queen · e8 black king · f8 black bishop · h8 black rook · b7 black pawn · f7 black pawn · g7 black pawn · h7 black pawn · a6 black pawn · e6 black pawn · f6 black knight · c5 black pawn · c4 white bishop · d4 white pawn · e3 white pawn · f3 white knight · a2 white pawn · b2 white pawn · f2 white pawn · g2 white pawn · h2 white pawn · a1 white rook · b1 white knight · c1 white bishop · d1 white queen · f1 white rook · g1 white king | 6 |
| 5 | a8 black rook · b8 black knight · c8 black bishop · d8 black queen · e8 black king · f8 black bishop · h8 black rook · b7 black pawn · f7 black pawn · g7 black pawn · h7 black pawn · a6 black pawn · e6 black pawn · f6 black knight · c5 black pawn · c4 white bishop · d4 white pawn · e3 white pawn · f3 white knight · a2 white pawn · b2 white pawn · f2 white pawn · g2 white pawn · h2 white pawn · a1 white rook · b1 white knight · c1 white bishop · d1 white queen · f1 white rook · g1 white king | a8 black rook · b8 black knight · c8 black bishop · d8 black queen · e8 black king · f8 black bishop · h8 black rook · b7 black pawn · f7 black pawn · g7 black pawn · h7 black pawn · a6 black pawn · e6 black pawn · f6 black knight · c5 black pawn · c4 white bishop · d4 white pawn · e3 white pawn · f3 white knight · a2 white pawn · b2 white pawn · f2 white pawn · g2 white pawn · h2 white pawn · a1 white rook · b1 white knight · c1 white bishop · d1 white queen · f1 white rook · g1 white king | a8 black rook · b8 black knight · c8 black bishop · d8 black queen · e8 black king · f8 black bishop · h8 black rook · b7 black pawn · f7 black pawn · g7 black pawn · h7 black pawn · a6 black pawn · e6 black pawn · f6 black knight · c5 black pawn · c4 white bishop · d4 white pawn · e3 white pawn · f3 white knight · a2 white pawn · b2 white pawn · f2 white pawn · g2 white pawn · h2 white pawn · a1 white rook · b1 white knight · c1 white bishop · d1 white queen · f1 white rook · g1 white king | a8 black rook · b8 black knight · c8 black bishop · d8 black queen · e8 black king · f8 black bishop · h8 black rook · b7 black pawn · f7 black pawn · g7 black pawn · h7 black pawn · a6 black pawn · e6 black pawn · f6 black knight · c5 black pawn · c4 white bishop · d4 white pawn · e3 white pawn · f3 white knight · a2 white pawn · b2 white pawn · f2 white pawn · g2 white pawn · h2 white pawn · a1 white rook · b1 white knight · c1 white bishop · d1 white queen · f1 white rook · g1 white king | a8 black rook · b8 black knight · c8 black bishop · d8 black queen · e8 black king · f8 black bishop · h8 black rook · b7 black pawn · f7 black pawn · g7 black pawn · h7 black pawn · a6 black pawn · e6 black pawn · f6 black knight · c5 black pawn · c4 white bishop · d4 white pawn · e3 white pawn · f3 white knight · a2 white pawn · b2 white pawn · f2 white pawn · g2 white pawn · h2 white pawn · a1 white rook · b1 white knight · c1 white bishop · d1 white queen · f1 white rook · g1 white king | a8 black rook · b8 black knight · c8 black bishop · d8 black queen · e8 black king · f8 black bishop · h8 black rook · b7 black pawn · f7 black pawn · g7 black pawn · h7 black pawn · a6 black pawn · e6 black pawn · f6 black knight · c5 black pawn · c4 white bishop · d4 white pawn · e3 white pawn · f3 white knight · a2 white pawn · b2 white pawn · f2 white pawn · g2 white pawn · h2 white pawn · a1 white rook · b1 white knight · c1 white bishop · d1 white queen · f1 white rook · g1 white king | a8 black rook · b8 black knight · c8 black bishop · d8 black queen · e8 black king · f8 black bishop · h8 black rook · b7 black pawn · f7 black pawn · g7 black pawn · h7 black pawn · a6 black pawn · e6 black pawn · f6 black knight · c5 black pawn · c4 white bishop · d4 white pawn · e3 white pawn · f3 white knight · a2 white pawn · b2 white pawn · f2 white pawn · g2 white pawn · h2 white pawn · a1 white rook · b1 white knight · c1 white bishop · d1 white queen · f1 white rook · g1 white king | a8 black rook · b8 black knight · c8 black bishop · d8 black queen · e8 black king · f8 black bishop · h8 black rook · b7 black pawn · f7 black pawn · g7 black pawn · h7 black pawn · a6 black pawn · e6 black pawn · f6 black knight · c5 black pawn · c4 white bishop · d4 white pawn · e3 white pawn · f3 white knight · a2 white pawn · b2 white pawn · f2 white pawn · g2 white pawn · h2 white pawn · a1 white rook · b1 white knight · c1 white bishop · d1 white queen · f1 white rook · g1 white king | 5 |
| 4 | a8 black rook · b8 black knight · c8 black bishop · d8 black queen · e8 black king · f8 black bishop · h8 black rook · b7 black pawn · f7 black pawn · g7 black pawn · h7 black pawn · a6 black pawn · e6 black pawn · f6 black knight · c5 black pawn · c4 white bishop · d4 white pawn · e3 white pawn · f3 white knight · a2 white pawn · b2 white pawn · f2 white pawn · g2 white pawn · h2 white pawn · a1 white rook · b1 white knight · c1 white bishop · d1 white queen · f1 white rook · g1 white king | a8 black rook · b8 black knight · c8 black bishop · d8 black queen · e8 black king · f8 black bishop · h8 black rook · b7 black pawn · f7 black pawn · g7 black pawn · h7 black pawn · a6 black pawn · e6 black pawn · f6 black knight · c5 black pawn · c4 white bishop · d4 white pawn · e3 white pawn · f3 white knight · a2 white pawn · b2 white pawn · f2 white pawn · g2 white pawn · h2 white pawn · a1 white rook · b1 white knight · c1 white bishop · d1 white queen · f1 white rook · g1 white king | a8 black rook · b8 black knight · c8 black bishop · d8 black queen · e8 black king · f8 black bishop · h8 black rook · b7 black pawn · f7 black pawn · g7 black pawn · h7 black pawn · a6 black pawn · e6 black pawn · f6 black knight · c5 black pawn · c4 white bishop · d4 white pawn · e3 white pawn · f3 white knight · a2 white pawn · b2 white pawn · f2 white pawn · g2 white pawn · h2 white pawn · a1 white rook · b1 white knight · c1 white bishop · d1 white queen · f1 white rook · g1 white king | a8 black rook · b8 black knight · c8 black bishop · d8 black queen · e8 black king · f8 black bishop · h8 black rook · b7 black pawn · f7 black pawn · g7 black pawn · h7 black pawn · a6 black pawn · e6 black pawn · f6 black knight · c5 black pawn · c4 white bishop · d4 white pawn · e3 white pawn · f3 white knight · a2 white pawn · b2 white pawn · f2 white pawn · g2 white pawn · h2 white pawn · a1 white rook · b1 white knight · c1 white bishop · d1 white queen · f1 white rook · g1 white king | a8 black rook · b8 black knight · c8 black bishop · d8 black queen · e8 black king · f8 black bishop · h8 black rook · b7 black pawn · f7 black pawn · g7 black pawn · h7 black pawn · a6 black pawn · e6 black pawn · f6 black knight · c5 black pawn · c4 white bishop · d4 white pawn · e3 white pawn · f3 white knight · a2 white pawn · b2 white pawn · f2 white pawn · g2 white pawn · h2 white pawn · a1 white rook · b1 white knight · c1 white bishop · d1 white queen · f1 white rook · g1 white king | a8 black rook · b8 black knight · c8 black bishop · d8 black queen · e8 black king · f8 black bishop · h8 black rook · b7 black pawn · f7 black pawn · g7 black pawn · h7 black pawn · a6 black pawn · e6 black pawn · f6 black knight · c5 black pawn · c4 white bishop · d4 white pawn · e3 white pawn · f3 white knight · a2 white pawn · b2 white pawn · f2 white pawn · g2 white pawn · h2 white pawn · a1 white rook · b1 white knight · c1 white bishop · d1 white queen · f1 white rook · g1 white king | a8 black rook · b8 black knight · c8 black bishop · d8 black queen · e8 black king · f8 black bishop · h8 black rook · b7 black pawn · f7 black pawn · g7 black pawn · h7 black pawn · a6 black pawn · e6 black pawn · f6 black knight · c5 black pawn · c4 white bishop · d4 white pawn · e3 white pawn · f3 white knight · a2 white pawn · b2 white pawn · f2 white pawn · g2 white pawn · h2 white pawn · a1 white rook · b1 white knight · c1 white bishop · d1 white queen · f1 white rook · g1 white king | a8 black rook · b8 black knight · c8 black bishop · d8 black queen · e8 black king · f8 black bishop · h8 black rook · b7 black pawn · f7 black pawn · g7 black pawn · h7 black pawn · a6 black pawn · e6 black pawn · f6 black knight · c5 black pawn · c4 white bishop · d4 white pawn · e3 white pawn · f3 white knight · a2 white pawn · b2 white pawn · f2 white pawn · g2 white pawn · h2 white pawn · a1 white rook · b1 white knight · c1 white bishop · d1 white queen · f1 white rook · g1 white king | 4 |
| 3 | a8 black rook · b8 black knight · c8 black bishop · d8 black queen · e8 black king · f8 black bishop · h8 black rook · b7 black pawn · f7 black pawn · g7 black pawn · h7 black pawn · a6 black pawn · e6 black pawn · f6 black knight · c5 black pawn · c4 white bishop · d4 white pawn · e3 white pawn · f3 white knight · a2 white pawn · b2 white pawn · f2 white pawn · g2 white pawn · h2 white pawn · a1 white rook · b1 white knight · c1 white bishop · d1 white queen · f1 white rook · g1 white king | a8 black rook · b8 black knight · c8 black bishop · d8 black queen · e8 black king · f8 black bishop · h8 black rook · b7 black pawn · f7 black pawn · g7 black pawn · h7 black pawn · a6 black pawn · e6 black pawn · f6 black knight · c5 black pawn · c4 white bishop · d4 white pawn · e3 white pawn · f3 white knight · a2 white pawn · b2 white pawn · f2 white pawn · g2 white pawn · h2 white pawn · a1 white rook · b1 white knight · c1 white bishop · d1 white queen · f1 white rook · g1 white king | a8 black rook · b8 black knight · c8 black bishop · d8 black queen · e8 black king · f8 black bishop · h8 black rook · b7 black pawn · f7 black pawn · g7 black pawn · h7 black pawn · a6 black pawn · e6 black pawn · f6 black knight · c5 black pawn · c4 white bishop · d4 white pawn · e3 white pawn · f3 white knight · a2 white pawn · b2 white pawn · f2 white pawn · g2 white pawn · h2 white pawn · a1 white rook · b1 white knight · c1 white bishop · d1 white queen · f1 white rook · g1 white king | a8 black rook · b8 black knight · c8 black bishop · d8 black queen · e8 black king · f8 black bishop · h8 black rook · b7 black pawn · f7 black pawn · g7 black pawn · h7 black pawn · a6 black pawn · e6 black pawn · f6 black knight · c5 black pawn · c4 white bishop · d4 white pawn · e3 white pawn · f3 white knight · a2 white pawn · b2 white pawn · f2 white pawn · g2 white pawn · h2 white pawn · a1 white rook · b1 white knight · c1 white bishop · d1 white queen · f1 white rook · g1 white king | a8 black rook · b8 black knight · c8 black bishop · d8 black queen · e8 black king · f8 black bishop · h8 black rook · b7 black pawn · f7 black pawn · g7 black pawn · h7 black pawn · a6 black pawn · e6 black pawn · f6 black knight · c5 black pawn · c4 white bishop · d4 white pawn · e3 white pawn · f3 white knight · a2 white pawn · b2 white pawn · f2 white pawn · g2 white pawn · h2 white pawn · a1 white rook · b1 white knight · c1 white bishop · d1 white queen · f1 white rook · g1 white king | a8 black rook · b8 black knight · c8 black bishop · d8 black queen · e8 black king · f8 black bishop · h8 black rook · b7 black pawn · f7 black pawn · g7 black pawn · h7 black pawn · a6 black pawn · e6 black pawn · f6 black knight · c5 black pawn · c4 white bishop · d4 white pawn · e3 white pawn · f3 white knight · a2 white pawn · b2 white pawn · f2 white pawn · g2 white pawn · h2 white pawn · a1 white rook · b1 white knight · c1 white bishop · d1 white queen · f1 white rook · g1 white king | a8 black rook · b8 black knight · c8 black bishop · d8 black queen · e8 black king · f8 black bishop · h8 black rook · b7 black pawn · f7 black pawn · g7 black pawn · h7 black pawn · a6 black pawn · e6 black pawn · f6 black knight · c5 black pawn · c4 white bishop · d4 white pawn · e3 white pawn · f3 white knight · a2 white pawn · b2 white pawn · f2 white pawn · g2 white pawn · h2 white pawn · a1 white rook · b1 white knight · c1 white bishop · d1 white queen · f1 white rook · g1 white king | a8 black rook · b8 black knight · c8 black bishop · d8 black queen · e8 black king · f8 black bishop · h8 black rook · b7 black pawn · f7 black pawn · g7 black pawn · h7 black pawn · a6 black pawn · e6 black pawn · f6 black knight · c5 black pawn · c4 white bishop · d4 white pawn · e3 white pawn · f3 white knight · a2 white pawn · b2 white pawn · f2 white pawn · g2 white pawn · h2 white pawn · a1 white rook · b1 white knight · c1 white bishop · d1 white queen · f1 white rook · g1 white king | 3 |
| 2 | a8 black rook · b8 black knight · c8 black bishop · d8 black queen · e8 black king · f8 black bishop · h8 black rook · b7 black pawn · f7 black pawn · g7 black pawn · h7 black pawn · a6 black pawn · e6 black pawn · f6 black knight · c5 black pawn · c4 white bishop · d4 white pawn · e3 white pawn · f3 white knight · a2 white pawn · b2 white pawn · f2 white pawn · g2 white pawn · h2 white pawn · a1 white rook · b1 white knight · c1 white bishop · d1 white queen · f1 white rook · g1 white king | a8 black rook · b8 black knight · c8 black bishop · d8 black queen · e8 black king · f8 black bishop · h8 black rook · b7 black pawn · f7 black pawn · g7 black pawn · h7 black pawn · a6 black pawn · e6 black pawn · f6 black knight · c5 black pawn · c4 white bishop · d4 white pawn · e3 white pawn · f3 white knight · a2 white pawn · b2 white pawn · f2 white pawn · g2 white pawn · h2 white pawn · a1 white rook · b1 white knight · c1 white bishop · d1 white queen · f1 white rook · g1 white king | a8 black rook · b8 black knight · c8 black bishop · d8 black queen · e8 black king · f8 black bishop · h8 black rook · b7 black pawn · f7 black pawn · g7 black pawn · h7 black pawn · a6 black pawn · e6 black pawn · f6 black knight · c5 black pawn · c4 white bishop · d4 white pawn · e3 white pawn · f3 white knight · a2 white pawn · b2 white pawn · f2 white pawn · g2 white pawn · h2 white pawn · a1 white rook · b1 white knight · c1 white bishop · d1 white queen · f1 white rook · g1 white king | a8 black rook · b8 black knight · c8 black bishop · d8 black queen · e8 black king · f8 black bishop · h8 black rook · b7 black pawn · f7 black pawn · g7 black pawn · h7 black pawn · a6 black pawn · e6 black pawn · f6 black knight · c5 black pawn · c4 white bishop · d4 white pawn · e3 white pawn · f3 white knight · a2 white pawn · b2 white pawn · f2 white pawn · g2 white pawn · h2 white pawn · a1 white rook · b1 white knight · c1 white bishop · d1 white queen · f1 white rook · g1 white king | a8 black rook · b8 black knight · c8 black bishop · d8 black queen · e8 black king · f8 black bishop · h8 black rook · b7 black pawn · f7 black pawn · g7 black pawn · h7 black pawn · a6 black pawn · e6 black pawn · f6 black knight · c5 black pawn · c4 white bishop · d4 white pawn · e3 white pawn · f3 white knight · a2 white pawn · b2 white pawn · f2 white pawn · g2 white pawn · h2 white pawn · a1 white rook · b1 white knight · c1 white bishop · d1 white queen · f1 white rook · g1 white king | a8 black rook · b8 black knight · c8 black bishop · d8 black queen · e8 black king · f8 black bishop · h8 black rook · b7 black pawn · f7 black pawn · g7 black pawn · h7 black pawn · a6 black pawn · e6 black pawn · f6 black knight · c5 black pawn · c4 white bishop · d4 white pawn · e3 white pawn · f3 white knight · a2 white pawn · b2 white pawn · f2 white pawn · g2 white pawn · h2 white pawn · a1 white rook · b1 white knight · c1 white bishop · d1 white queen · f1 white rook · g1 white king | a8 black rook · b8 black knight · c8 black bishop · d8 black queen · e8 black king · f8 black bishop · h8 black rook · b7 black pawn · f7 black pawn · g7 black pawn · h7 black pawn · a6 black pawn · e6 black pawn · f6 black knight · c5 black pawn · c4 white bishop · d4 white pawn · e3 white pawn · f3 white knight · a2 white pawn · b2 white pawn · f2 white pawn · g2 white pawn · h2 white pawn · a1 white rook · b1 white knight · c1 white bishop · d1 white queen · f1 white rook · g1 white king | a8 black rook · b8 black knight · c8 black bishop · d8 black queen · e8 black king · f8 black bishop · h8 black rook · b7 black pawn · f7 black pawn · g7 black pawn · h7 black pawn · a6 black pawn · e6 black pawn · f6 black knight · c5 black pawn · c4 white bishop · d4 white pawn · e3 white pawn · f3 white knight · a2 white pawn · b2 white pawn · f2 white pawn · g2 white pawn · h2 white pawn · a1 white rook · b1 white knight · c1 white bishop · d1 white queen · f1 white rook · g1 white king | 2 |
| 1 | a8 black rook · b8 black knight · c8 black bishop · d8 black queen · e8 black king · f8 black bishop · h8 black rook · b7 black pawn · f7 black pawn · g7 black pawn · h7 black pawn · a6 black pawn · e6 black pawn · f6 black knight · c5 black pawn · c4 white bishop · d4 white pawn · e3 white pawn · f3 white knight · a2 white pawn · b2 white pawn · f2 white pawn · g2 white pawn · h2 white pawn · a1 white rook · b1 white knight · c1 white bishop · d1 white queen · f1 white rook · g1 white king | a8 black rook · b8 black knight · c8 black bishop · d8 black queen · e8 black king · f8 black bishop · h8 black rook · b7 black pawn · f7 black pawn · g7 black pawn · h7 black pawn · a6 black pawn · e6 black pawn · f6 black knight · c5 black pawn · c4 white bishop · d4 white pawn · e3 white pawn · f3 white knight · a2 white pawn · b2 white pawn · f2 white pawn · g2 white pawn · h2 white pawn · a1 white rook · b1 white knight · c1 white bishop · d1 white queen · f1 white rook · g1 white king | a8 black rook · b8 black knight · c8 black bishop · d8 black queen · e8 black king · f8 black bishop · h8 black rook · b7 black pawn · f7 black pawn · g7 black pawn · h7 black pawn · a6 black pawn · e6 black pawn · f6 black knight · c5 black pawn · c4 white bishop · d4 white pawn · e3 white pawn · f3 white knight · a2 white pawn · b2 white pawn · f2 white pawn · g2 white pawn · h2 white pawn · a1 white rook · b1 white knight · c1 white bishop · d1 white queen · f1 white rook · g1 white king | a8 black rook · b8 black knight · c8 black bishop · d8 black queen · e8 black king · f8 black bishop · h8 black rook · b7 black pawn · f7 black pawn · g7 black pawn · h7 black pawn · a6 black pawn · e6 black pawn · f6 black knight · c5 black pawn · c4 white bishop · d4 white pawn · e3 white pawn · f3 white knight · a2 white pawn · b2 white pawn · f2 white pawn · g2 white pawn · h2 white pawn · a1 white rook · b1 white knight · c1 white bishop · d1 white queen · f1 white rook · g1 white king | a8 black rook · b8 black knight · c8 black bishop · d8 black queen · e8 black king · f8 black bishop · h8 black rook · b7 black pawn · f7 black pawn · g7 black pawn · h7 black pawn · a6 black pawn · e6 black pawn · f6 black knight · c5 black pawn · c4 white bishop · d4 white pawn · e3 white pawn · f3 white knight · a2 white pawn · b2 white pawn · f2 white pawn · g2 white pawn · h2 white pawn · a1 white rook · b1 white knight · c1 white bishop · d1 white queen · f1 white rook · g1 white king | a8 black rook · b8 black knight · c8 black bishop · d8 black queen · e8 black king · f8 black bishop · h8 black rook · b7 black pawn · f7 black pawn · g7 black pawn · h7 black pawn · a6 black pawn · e6 black pawn · f6 black knight · c5 black pawn · c4 white bishop · d4 white pawn · e3 white pawn · f3 white knight · a2 white pawn · b2 white pawn · f2 white pawn · g2 white pawn · h2 white pawn · a1 white rook · b1 white knight · c1 white bishop · d1 white queen · f1 white rook · g1 white king | a8 black rook · b8 black knight · c8 black bishop · d8 black queen · e8 black king · f8 black bishop · h8 black rook · b7 black pawn · f7 black pawn · g7 black pawn · h7 black pawn · a6 black pawn · e6 black pawn · f6 black knight · c5 black pawn · c4 white bishop · d4 white pawn · e3 white pawn · f3 white knight · a2 white pawn · b2 white pawn · f2 white pawn · g2 white pawn · h2 white pawn · a1 white rook · b1 white knight · c1 white bishop · d1 white queen · f1 white rook · g1 white king | a8 black rook · b8 black knight · c8 black bishop · d8 black queen · e8 black king · f8 black bishop · h8 black rook · b7 black pawn · f7 black pawn · g7 black pawn · h7 black pawn · a6 black pawn · e6 black pawn · f6 black knight · c5 black pawn · c4 white bishop · d4 white pawn · e3 white pawn · f3 white knight · a2 white pawn · b2 white pawn · f2 white pawn · g2 white pawn · h2 white pawn · a1 white rook · b1 white knight · c1 white bishop · d1 white queen · f1 white rook · g1 white king | 1 |
|   | a | b | c | d | e | f | g | h |   |

 Главна линија прихваћеног даминог гамбита се наставља са:

#### 3. . . Сф6 4.е3
4. Да4 + доводи до Манхеим варијанте, тако назване по усвајању у једном од градова у којима се одиграло Свјетско првенство у шаху 1934, иако је потез раније био познат. Црни обично добија лаку равноправност после 4. . . Сц6, па је линија прилично ретка. Велемајстори Мицхаł Красенков и Улф Андерссон су играли линију неколико пута.
4. Сц3 доводи до варијанте 2 скакача, што је права гамбитна линија будући да бијели више не може очекивати да ће поново заузети ц4-пјешака након 4 ... а6 5.е4 б5. Компензација бијелога у облику јаког центра доводи до неизмјерно компликоване игре. Црнои не треба да уђе у ову линију и 4. . . Сц6, 4 ... е6, и 4 ... ц6 имају тенденцију да се пренесу у Чигоринову одбрану, одбијени дамин гамбит Бечка варијанта и Словенска одбрана .
4 ... е6
Алтернатива је 4. . . Лг4 5. Лхц4 е6, обично доводи до солидне позиције, мада игра може постати оштра ако бијели одмах покуша да искористи слабост црне дамине стране у линији 6. Дб3 Лхф3 7.
5. Лхц4 ц5 6. 0-0
Главна алтернатива за малу рокаду је 6. Де2, назван Фурманова варијација по Сејмону Фурману . Идеја иза 6. Де2 је подршка за напредовање е-пјешака.
6 ... а6
6 ... цхд4 ствара изоловану дамину пјешачку структуру и названа је Штајнцова варијанта, по Вилхелму Штајнцу . Ова линија постала је позната након његовог меча са Зукертортом 1886. године, али теорија је углавном држала бијелову активност у великом поштовању. Рано појашњење централне тензије даје бијелом превише слободне руке и линија се ретко виђа у модерној пракси.
Црни је играо да изазове д4-пјешака и припреми се ... б5 који осваја вријеме узнемиравањем ловца на ц4. У међувремену, бијели је чувао свог краља и поново запео. У овом тренутку, на располагању је неколико опција за бијелога који треба размотрити да ли ће се бавити позицијском претњом од ... б5. Стара главна линија 7. Де2 омогућава ... б5, а теорија држи да се црни може изједначити са њим. Главна савремена предност је повлачење 7. Лб3, тако да се 7 ... б5 може срести са 8.а4, док је 7.а4, заустављање ... б5 по цијени слабљења б4-поља, такође популаран, а играо га је Михаил Ботвиник своје 1963. године меч са Тиграном Петросианом . 7.дхц5 води раној размјени краљице, а често и раном извлачењу. Ретке линије које су одигране су 7.е4 ( Геллер ), 7. Сц3, 7. Сбд2, 7.а3, 7.б3 и 7. Лд3.

#### 3 ... а6
Ово је Аљехинова варијанта. Бијели обично наставља 4.е3. 4. . . Сф6 се враћа ка главној линији. Ово је неуобичајена линија која се углавном фокусира на брзи развој фигура заједно са доминацијом у центру. Ову варијанту је дебитовао Александар Аљрхин против Ефима Богољубова 1929. године .

### 3.е4
Бијели може да покуша да успостави снажан пјешачки центар са 3.е4, стари потез поново је постао популаран деведесетих. Ризитано га назива централном варијацијом и биљежи пораст његове популарности и стратешко-тактичке сложености. Раетски и Четверик сматрају линију непосредном и критичном и напомињу да свако ко игра прихваћен краљичин гамбит мора бити спреман да је испуни.
Покушај заштите пешака са 3 ... б5 прилично је ризичан и ретко се виђа. Главни одговор против централне варијанте је супротстављање пјешачком центру са 3 ... е5, што је високо теоријски систем. 3 одговора који су усмерени на изазов центра су 3. . . Сц6 са идејама сличним Чигориновој одбрани, 3. . . Сф6, изазивајући 4.е5 и 3 ... ц5 поткопавајући центар на д4.

### 3.е3
Наизглед скромни 3.е3 припрема тренутни опоравак пјешака и често су га играли јаки играчи, укључујући Анатолија Карпова . Линија је дуго имала безазлену репутацију због раног откривања 3 ... е5 који напада по средини. Типичан наставак је тада 4. Лхц4 ехд4 5.ехд4, што доводи до изоловане дамине позиције пјешака. Међутим, отворене позиције које произилазе нису се доказале лаке по црнога за руковање у пракси, и многи играчи једноставно играју 3 ... е6 да пренесу назад у главним линијама. Без обзира на то, 3 ... е5 била је препорука Ризитана у свом репертоару против 3.е3.
Алесандро Салвио је 1604. године указао на отворену замку у којој се црни покушава закачити за пјешака ц4. Ако црни брани пјешака са 3 ... б5? 4.а4 ц6 5.ахб5 цхб5 ??, дијагонала а8 – х1 је фатално ослабљена и 6. Дф3 осваја мању фигуру. Покушај да одбране пјешака 3. . . Ле6 се може задржати на пјешака, али бијели имају добру надокнаду после 4. Се2.
3. Сц3 су Решевски и Чеветрик су ово означили као "погрешно вођени", јер развој не контролише д4 и е5, а скакач је рањив на напредовање б-пјешака из црнога. 3 ... е5, 3. . . Сф6 и 3 ... а6 су сви разумни одговори, и 3. . . Сц6 води у стандардну линију у Чигориновој одбрани . 3. Кин (Кеене) и Јакобс су у свом уводном репертоару за беле играче препоручили Сц3.

### 3. Да4 +
Шах даме 3. Да4 + Сц6 4. Сф3 ће брзо повратити пјешака Дхгц4-ом, али рани развој даме омогућава црном да побиједи вријеме узнемиравајући га, тако да се ова линија ријетко игра.